# Museu Municipal Prof. Joaquim Vermelho
O Museu Municipal de Estremoz Prof. Joaquim Vermelho está instalado num edifício histórico no Largo Dom Dinis, freguesia de Estremoz (Santa Maria e Santo André), na cidade e Município de Estremoz.
O edifício de planta oblonga, com cobertura de duas águas e frontaria de seis sacadas, terá sido construido no século XIII ou século XIV e viria a sofrer vastas reformas nos séculos XVI, XVIII, XIX e XX. Neste imóvel já funcionou o Hospício de Caridade, a Escola Régia, a Escola Primária Masculina e a Industrial e Comercial.

## História
Em 1879, o presidente Deville pediu, em sessão camarária, «auctorização para crear um pequeno museu annexo á bibliotheca, ao qual deseja dar uma feição por assim dizer, local; vindo a ser mais propriamente uma exposição permanente de varias industrias peculiares de Extremoz, e a par dos productos industriaes, como, por exemplo, dos nossos marmores, cortiça, ceramica, podiam estar representados productos agricolas». A 2 de Maio de 1880 é oficialmente aberta a biblioteca e o seu museu anexo.
Em 1941 a Câmara Municipal de Estremoz adquire à Escola Industrial cerca de 70 bonecos e, em finais da década de 1960, compra peças de arte sacra, mobiliário e faiança ao antiquário Chambel, valorizando dessa forma o acervo inicial. No ano de 1971 é comprada a colecção de barrística de Estremoz a Júlio Maria dos Reis Pereira.
Por necessitar de espaço, foi o museu ocupar um imóvel no Largo D. Dinis em finais da década de 60, local em que ainda permanece.
O Serviço Nacional de Parques, em 1978, auxiliando a concretizar uma ideia do museu, contratou os irmãos Ginja, barristas estremocenses. Em Dezembro de 1979 concluiu-se a oficina onde estes viriam a trabalhar, no quintal do museu.
Em 1982 foi aberto ao público um espaço para exposições temporárias no museu, e no ano seguinte foi inaugurada a Galeria de Desenho nos antigos Paços do Concelho. Entre 1996 e 1997 houve uma intervenção na exposição permanente.
A 8 de Março de 2003 a estrutura museológica passou a ser designada por «Museu Municipal de Estremoz Prof. Joaquim Vermelho». Em Fevereiro de 2004 foi eliminada a sala de arte sacra e no espaço então vago foram colocadas as reservas do museu. Nesse mesmo ano foi ampliada a sala de exposições temporárias.
No ano de 2005 este museu aderiu à Rede Nacional de Cerâmicas e em 2006 foi fundador da Rede de Museus do Concelho de Estremoz. Ainda no ano de 2006 o museu abriu no Centro Cultural e Associativo Dr. José Lourenço Marques Crespo uma nova sala de exposições temporárias.
A 18 de Maio de 2010 é aceite como membro da Rede Portuguesa de Museus.